# Пеонаж
Пеонаж (ісп. peonaje фр. péonage від ісп. peón — залежний селянин, наймит, пеон, букв. «піший», «той, що не має коня») — форма експлуатації безпосередніх виробників (переважно селян), заснована на перетворенні їх на спадкових боржників — пеонів, що перебувають у кабальній залежності від поміщика або підприємця. Був особливо поширений у Латинській Америці.

## Історія
В Америку пеонаж прийшов разом з іспанськими завойовниками в XV столітті, усталився в 2-й половині XVI, широко розповсюдився в XVII і особливо у XVIII століттях. У Новій Франції подібного роду система була узаконена в Квебеку і отримала назву сеньйорії Нової Франції. В Іспанській Америці спочатку пеонаж переважно стосувався підкорених іспанцями індіанських громад, поступово поширившись на метисів, креолів та інших осіб нижчого соціального «напіввільного» селянства, зайнятого фізичною працею на скотарських ранчо, гірничодобувних виробництвах і рідкісних мануфактурах. При цьому завезені з Африки негри, мулати і самбо розташовувалися на найнижчій сходинці соціальної ієрархії і перебували в стані істинного рабства, невід'ємного атрибуту плантаційного господарства. В процесі метисації латиноамериканського населення межі між цими формаціями розмивалися.
Отже, зі зростанням європейської могутності в Латинській Америці, пеонаж перетворився на повністю сформовану систему експлуатації осіб, що перебувають в особистій кабальній залежності від господаря-патрона (або сеньйора), власника ранчо. Причому найчастіше членство в подібному угрупованні — клані на чолі з патроном — мало добровільний характер і базувалася на особистих і родинних зв'язках. Таким чином, пеонаж — латиноамериканський різновид кріпосного права. До середини XIX в. пеони в Південній і Центральній Америці перебували по суті в стані спадкової феодально-кріпосницької залежності від поміщиків. Донині збереглися видозмінені пережитки цього явища. Спроби боротьби з пеонажем не раз призводили до революцій і земельних реформ.
Карл Маркс у «Капіталі» характеризував пеонаж як приховану форму рабства, зазначаючи, що «за допомогою позик, які повинні бути відпрацьовані і зобов'язання за якими переходять з покоління в покоління, не тільки окремий робітник, але й уся його родина стає фактично власністю іншої особи і її родини».

## В США
В США пеонаж також набув деякого поширення у XVIII—XIX століттях і після Другої світової війни, коли з'явилася практика, за якої компанії оплачували дороге перевезення з Європи до США своїм робітникам, а ті, в свою чергу, зобов'язувалися відпрацювати її, працюючи кілька років у рабському стані по 15-18 годин на день. Нині федеральним законодавством США перетворення особи на пеона або утримання в стані пеонажу оголошене злочином, але розповсюджене серед нелегальних робітників.